# Hämnaren (roman)
Hämnaren (engelska originalets titel: Avenger) är en roman skriven av Frederick Forsyth, vars första utgåva publicerades år 2003 av Bantam Press. På svenska utgavs boken för första gången 2004 av Albert Bonniers Förlag i översättning av Lennart Olofsson. I allmänhet erhöll boken positiva bedömningar, men det framhölls upprepade gånger att den inte räckte hela vägen fram till Forsyths nog största framgång, Schakalen. Tre år efter bokens initiala utgivning, d.v.s. år 2006, filmatiserades den som en tv-producerad thriller i regi av Robert Markowitz och med Sam Elliott i huvudrollen. Till skillnad mot förlagan fick filmen ett mer ljummet mottagande och klassificerades som mindre lyckad.

## Handling
I bokens början är handlingen uppdelad i flera olika historier som så småningom skickligt sammanvävs till en helhetsbild. Initialt bekantas läsaren med den unge Calvin Dexter (den blivande huvudpersonen), den naive men godhjärtade unge mannen Ricky Colenso och industrimagnaten Stephen Edmonds.
Calvin Dexter är son till en byggarbetare som nomadiskt drar från stad till stad på jakt efter arbete. I faderns hårda värld växer Dexter upp och införskaffar de erforderliga färdigheterna för att överleva i denna oförlåtande miljö. Vid arton års ålder väljer Dexter att gå med i militären, d.v.s. Vietnamkriget, för att han annars inte har råd med någon utbildning. I Vietnam umgås han mycket med en sex år äldre soldat ur bättre förhållanden, och denne introducerar Dexter till böckernas värld. De båda ingår i en grupp soldater som kallas ”Tunnel Rats” och innehade en av krigets mest obehagliga uppgifter; de klättrade ner i det kolsvarta mörkret i de skenbart oändliga tunnlarna i Cu Chi för att uppsöka FNL-soldater i deras egen bas. För att klara av detta krävdes en viss typ av soldater; stora skrävlande individer likväl som det övervägande antalet klaustrofobiska var obrukbara, istället lämpade små, hårda och tystlåtna män sig bäst för uppgiften. Med sin bakgrund är Dexter som klippt och skuren för uppgiften.
Ricky Colenso är uppvuxen i en mycket välbärgad familj och skulle egentligen kunna göra vad han ville. Dock beslutar han sig för att hjälpa den krigshärjade befolkningen i Bosnien och åker, trots sin mor Annies upprepade vädjanden, dit. I början går allt väl men efter ett tag stöter han på en grupp paramilitärer under Zoran Zilics befäl som, utan någon som helst bevekelsegrund utom för sitt eget höga nöjes skull, tar livet av Ricky och invånarna i en hel by. Ricky hade varit en god son och regelbundet skickat sin mor brev, men när dessa plötsligt uteblir utan förklaring blir Annie mycket orolig och ber sin far Stephen Edmonds om hjälp. Denne anlitar en man från England som får i uppdrag att ta reda på vad som hänt Ricky. Efter en utdragen undersökning lyckas han slutligen få fram ett vittne som går med på att berätta allt. Edmonds talar aldrig om för sin dotter och hennes man på vilket bestialiskt sätt deras son omkom, men han tvingas tillstå att Ricky blev mördad. Edmonds utnyttjar sina politiska förbindelser för att dra Rickys mördare inför rätta, men måste förvånat inse att inte ens USA:s makt är tillräcklig för att ens finna Zilic. Som ett sista halmstrå erinrar sig en högt uppsatt tjänsteman inom FBI att det skall finnas en man som mot arvode spårar upp förbrytare i utlandet och transporterar dem till USA för att där dras inför domstol. Mannen arbetar under täcknamnet ”Avenger”.
Efter att ha tillbringat två år i Vietnam mönstrar Dexter av och utbildar sig till advokat, samt gifter sig under studietiden med den italiensk-amerikanska Angela Marozzi. Tillsammans får de en dotter, Amanda Jane, som vid sexton års ålder har blommat ut till en slående skönhet. Vid denna ålder åker hon, trots att hennes far uttryckligen förbjuder det, på semester vid havet med en ung man vid namn Emilio. Hon återvänder aldrig hem och senare får Dexter reda på att hon tvingats till prostitution och sedan mördats. Polisen har inte nog med bevis för att få de ansvariga brottslingarna utlämnade, ty dessa uppehåller sig nu i Panama. Dexter reser dit på egen hand och skjuter ihjäl de skyldiga på öppen gata. Han berättar inte den riktiga anledningen till resan för sin fru och när han kommer tillbaka från Panama informeras han om att hon tagit livet av sig; förkrossad drar Dexter sig tillbaka på en liten ort i New Jersey.
Om och om igen ältar Dexter den personliga tragedin, och hans slutsats är att förbrytarnas straff var för ringa – rättvisare vore ett livslångt fängelsestraff. Han är medveten om att han under sin tid i Vietnam skaffat sig ovanliga färdigheter och beslutar att han skall använda dessa för att sätta andra brottslingar bakom lås och bom. De väldigt få människor som vet hur han kan kontaktas, känner honom under täcknamnet ”Avenger”. Denna gång anlitas han av den kanadensiske miljonären Edmonds som ger honom i uppdrag att spåra upp krigsförbrytaren Zilic och föra denne till USA. Vad Dexter dock är okunnig om, är att Zilic har mäktiga beskyddare inom CIA som vill använda honom för att infånga al-Qaidas ledare Usama bin Ladin. Redan för flera månader sedan har Paul Devereux III på CIA satt sin plan i verket, med vilken han ämnar oskadliggöra terroristöverhuvudet.
Dexters efterforskningar leder honom till vitt skilda platser, bl.a. Belgrad, Dubai, Amsterdam och Paramaribo. Till sist upptäcker han Zilics till fästning omformade hus med tillhörande ägor på en liten ö i Karibiska havet. Dexter lyckas få Zilic så uppskrämd att denne väljer att överge sina förskansningar och istället försöka fly med sitt privata flygplan. Men detta är precis vad Dexter eftersträvat och han har redan gömt sig ombord på planet. När de är uppe i luften oskadliggör han Zilic samt dennes livvakt och flyger till Key West i USA, för att där överlämna Zilic till myndigheterna. Dexters lyckade åtagande tillintetgör Devereuxs plan och bin Ladin förblir på fri fot. Vid bokens slut står det att datumet är den 10 september 2001.

## Verklighetsanknytning
Forsyths första bok, Schakalen, baserades på den sanna historien om ett misslyckat attentatsförsök på Charles de Gaulle. Hämnaren, i sin tur, består av fiktiva karaktärer som dock agerar i en fullt verklig värld uppbyggd av verkliga tilldragelser och historiska fakta, och där Forsyth mot slutet, precis som i sin senare bok Dubbelgångaren, knyter an till det aktuella temat terrorism.

## Svenska utgåvor
- Forsyth, Frederick: Hämnaren, Albert Bonniers Förlag, 2004 (inbunden), ISBN 91-0-010257-1.
- Forsyth, Frederick: Hämnaren, Albert Bonniers Förlag, 2005 (inbunden), ISBN 91-43-02389-4.
- Forsyth, Frederick: Hämnaren, Albert Bonniers Förlag, 2005 (kartonnage), ISBN 91-0-010806-5.
- Forsyth, Frederick: Hämnaren, Albert Bonniers Förlag, 2005 (pocket), ISBN 91-0-010816-2.
- Forsyth, Frederick: Hämnaren, Enskede TPB, 2005 (talbok, 8 ljudkassetter).
- Forsyth, Frederick: Hämnaren, Enskede TPB, 2005 (talbok, 1 CD-R).[1]